# Oliveri
Oliveri (Luveri in siciliano) è un comune italiano di 2 221 abitanti della città metropolitana di Messina in Sicilia.
I luoghi più importanti sono la tonnara, e il castello di origine araba.

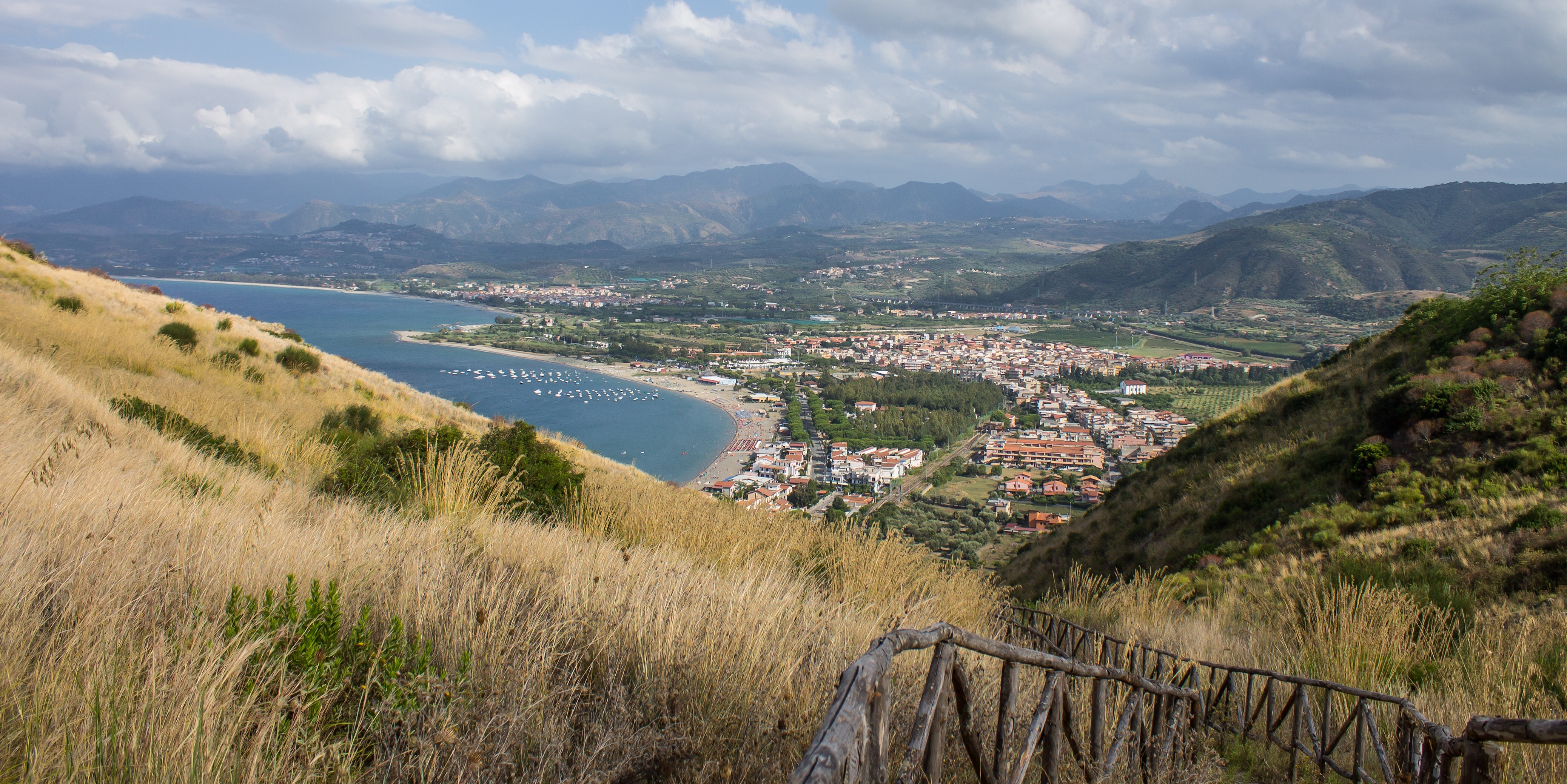
Oliveri da sentiero "Coda di Volpe".

## Geografia fisica
Il comune sorge alle pendici del monte Tindari e si affaccia sul golfo omonimo, a sud di Capo Tindari. Il suo territorio si estende per 10,46 km².

## Storia
Il primo a tramandare il nome Oliveri fu lo scrittore Edrisi, incaricato dal Gran Conte Ruggero, descrivendo «Labiri (Oliveri) come un bello e grazioso casale, con un grande castello in riva al mare, delle case, delle buone terre da seminare, dei ruscelli perenni sulle sponde dei quali erano impiantati alcuni mulini e con un bel porto nel quale si faceva copiosa pesca di tonno». L'attuale denominazione del paese viene dal condottiero Carlo Oliveris del quale gli abitanti del luogo hanno voluto ricordare la cortesia. Il fatto risale certamente all'epoca in cui, mancando la scrittura, il compito di esaltare le gesta degli eroi era affidato ai poeti popolari, girovaganti per le piazze del paese, che scatenavano le fantasie degli astanti e l'entusiasmo popolare. Il primo nucleo abitativo nei pressi di Oliveri fu fondato sul monte Tindari dai Dori, che fin dall'inizio utilizzarono il paese come centro costiero. Come tutta la Sicilia passò poi sotto il dominio romano e sotto di loro è divenuta nota la grande pescosità del suo mare. Nel 1088, per decreto del Gran Conte Ruggero, il territorio compreso tra i fiumi Elicona e Montagna fino a mare passò nelle mani dei monaci benedettini di Patti. Nel 1360 il Re Ferdinando d'Aragona, per farne regalo al suo secondogenito, staccò dalla concessione fatta ai monaci, il castello, il feudo e la tonnara di Oliveri.

Vista panoramica di Oliveri durante il tramonto.

Non vi è una data certa della nascita del comune di Oliveri, che avvenne probabilmente tra il 1810 e il 1815; ma si sa per certo che fino al 1857 i territori di Falcone e di Casino di Falcone facevano parte del comune di Oliveri. In seguito si unirono e diedero vita al comune di Falcone.
È in questo comune che Alexis de Tocqueville approda in Sicilia. Al suo arrivo, nel 1826, questa località era già conosciuta con il nome di Olivieri.
Fino agli anni '60 la tonnara di Oliveri era una delle più importanti della Sicilia.
Oggi il paese ha una vocazione turistica.

### Simboli
Lo stemma e il gonfalone sono stati concessi con decreto del presidente della Repubblica del 4 giugno 1990.
Il gonfalone è un drappo di azzurro.

## Monumenti e luoghi d'interesse

### Architetture religiose
- Chiesa di San Giuseppe
- Chiesa della Natività

### Architetture civili
- XI secolo, Castello di Oliveri.

## Infrastrutture e trasporti

### Strade

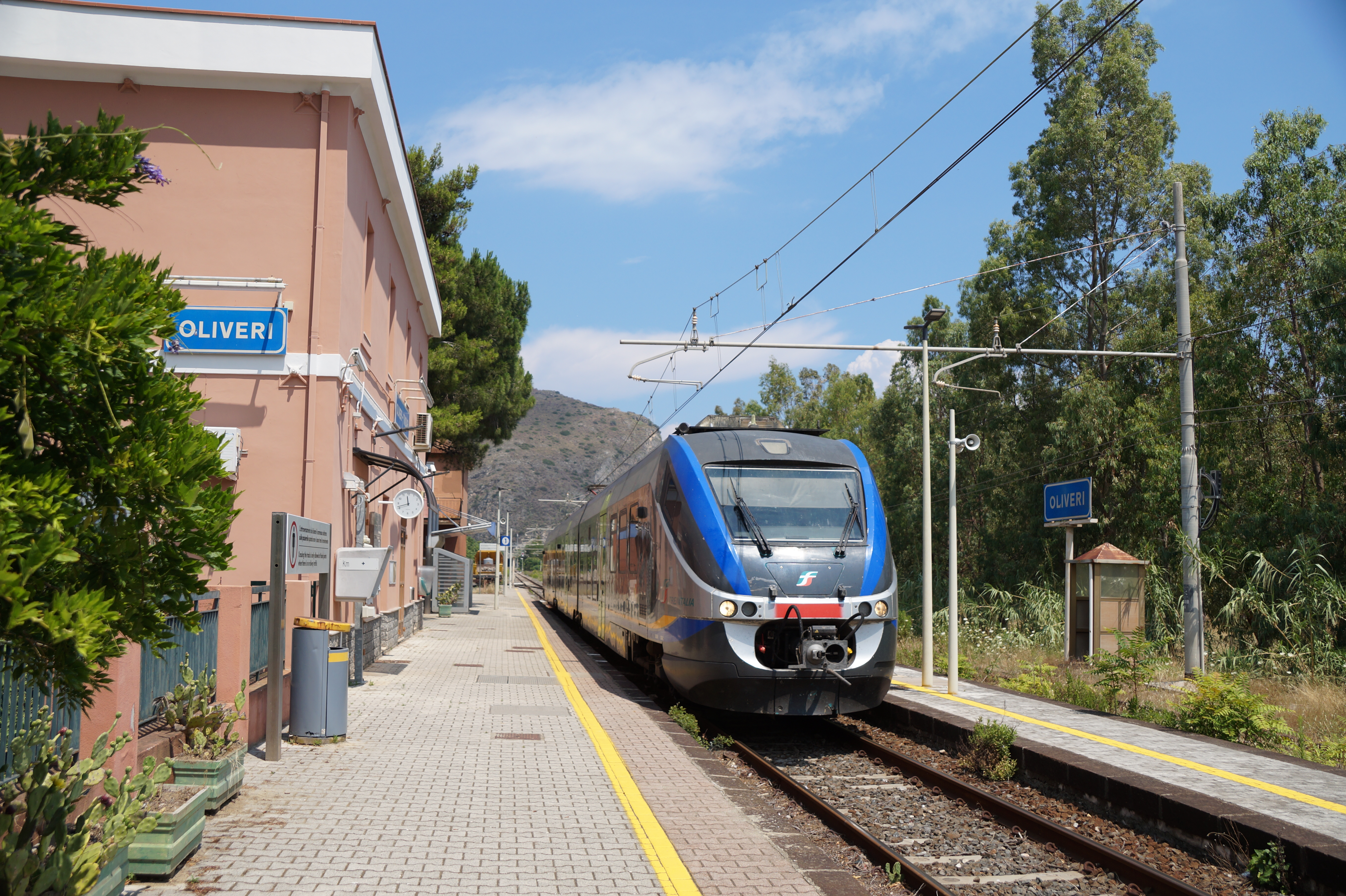
Stazione ferroviaria di Oliveri

Oliveri nella zona settentrionale è attraversato dalla  mentre il centro cittadino si estende lungo la  per 2,725 km.
Inoltre, il Comune è interessato anche dalla , che collega il comune di Patti per 2,180 km e dalla SP 109/a.
Il Comune di Oliveri non è raggiungibile direttamente tramite autostrada, ma il casello autostradale più prossimo è quello di  Falcone ,  Messina-Palermo.

### Ferrovie
Falcone è servito dalla ferrovia Palermo-Messina.
La stazione ferroviaria è situata in piazza Stazione, ove è disponibile il servizio di autotrasporto Uber prenotabile tramite App.

### Mobilità urbana
I trasporti interurbani vengono svolti con autoservizi di linea gestiti da AST.

## Società

### Evoluzione demografica
Abitanti censiti

## Amministrazione
Di seguito è presentata una tabella relativa alle amministrazioni che si sono succedute in questo comune.
| Periodo          | Periodo          | Primo cittadino   | Partito              | Carica              | Note  |
| ---------------- | ---------------- | ----------------- | -------------------- | ------------------- | ----- |
| 24 giugno 1988   | 22 giugno 1993   | Antonio Amodeo    | Democrazia Cristiana | Sindaco             | [ 8 ] |
| 22 giugno 1993   | 1º dicembre 1997 | Giovanni Gregorio | -                    | Sindaco             | [ 8 ] |
| 1º dicembre 1997 | 28 maggio 2002   | Giovanni Gregorio | Lista civica         | Sindaco             | [ 8 ] |
| 28 maggio 2002   | 17 giugno 2003   | Filippo Carini    | Lista civica         | Sindaco             | [ 8 ] |
| 17 giugno 2003   | 15 maggio 2007   | Simone Montalto   |                      | Comm. regionale     | [ 8 ] |
| 15 maggio 2007   | 11 marzo 2009    | Nicolò Bertino    | Lista civica         | Sindaco             | [ 8 ] |
| 11 marzo 2009    | 8 giugno 2009    | Salvatore Vernaci |                      | Comm. straordinario | [ 8 ] |
| 9 giugno 2009    | 27 maggio 2014   | Michele Pino      | Lista civica         | Sindaco             | [ 8 ] |
| 27 maggio 2014   | 29 Aprile 2019   | Michele Pino      | Lista civica         | Sindaco             | [ 8 ] |
| 29 Aprile 2019   | 7 Giugno 2024    | Francesco Iarrera | Lista civica         | Sindaco             | [ 8 ] |
| 10 Giugno 2024   | in carica        | Francesco Iarrera | Lista civica         | Sindaco             |       |

### Altre informazioni amministrative
Il comune di Oliveri fa parte delle seguenti organizzazioni sovracomunali: regione agraria n.9 (Colline litoranee di Milazzo).